# Kiwimiris bipunctatus
Kiwimiris bipunctatus är en insektsart som beskrevs av Alan C. Eyles och Carvalho 1995. Kiwimiris bipunctatus ingår i släktet Kiwimiris och familjen ängsskinnbaggar. Inga underarter finns listade i Catalogue of Life.